# Matiloxis rubromarginata
Matiloxis rubromarginata är en fjärilsart som beskrevs av William Schaus 1906. Matiloxis rubromarginata ingår i släktet Matiloxis och familjen nattflyn. Inga underarter finns listade i Catalogue of Life.